# Theonella
Theonella is een geslacht van sponsdieren uit de klasse van de Demospongiae (gewone sponzen). 

## Soorten
- Theonella annulata Lendenfeld, 1907
- Theonella atlantica van Soest & Stentoft, 1988
- Theonella complicata (Carter, 1880)
- Theonella conica (Kieschnick, 1896)
- Theonella cupola Burton, 1928
- Theonella cylindrica Wilson, 1925
- Theonella deliqua Hall, Ekins & Hooper, 2014
- Theonella ferruginea Haeckel in Zittel, 1878
- Theonella incerta Thiele, 1900
- Theonella invaginata Wilson, 1925
- Theonella lacerata Lendenfeld, 1907
- Theonella levior Lendenfeld, 1907
- Theonella maricae Hall, Ekins & Hooper, 2014
- Theonella mirabilis (de Laubenfels, 1954)
- Theonella pulchrifolia Dendy, 1922
- Theonella swinhoei Gray, 1868
- Theonella wrightae Pisera & Pomponi, 2015
- Theonella xantha (Sutcliffe, Hooper & Pitcher, 2010)